# Casa Vidal de Llobatera
|  | No s'ha de confondre amb Can Vidal de Llobatera. |

La casa Vidal de Llobatera fou la casa senyorial de la família Vidal de Llobatera al nucli de Llagostera. Es tracta d'un edifici urbà de planta quadrangular i parets portants arrebossades que forma part de l'Inventari del Patrimoni Arquitectònic de Catalunya. La façana presenta una composició simètrica amb porta d'accés central. Hi ha balcons de ferro colat a la planta principal. La façana és rematada per una cornisa volada amb teules vidriades, mènsules de fusta i contraforts de ferro. També hi ha un coronament amb pinacles de pedra artificial.